# Vlaho Bukovac
Vlaho Bukovac, hrvaški slikar, * 4. julij 1855, Cavtat, Avstrijsko cesarstvo (zdaj Hrvaška), † 24. april 1922, Praga, Češkoslovaška (zdaj Češka).
Vlaho Bukovac, do leta 1877 Biagio Faggioni, je osrednja osebnost hrvaškega slikarskega in kulturnega življenja na prehodu 20. stoletja. Dokler je ustvarjal v Parizu, Cetinju in Beogradu je bil blizu realizmu (1879 do 1894). Ko je živel v Zagrebu, je slikal dekorativne portrete (1894 do 1900). V letih 1903 do 1922 je bil profesor na praški likovni akademiji. Bukovac je bil predvsem slikar portretist. Slikal pa je tudi akte in figuralne kompozicije. Njegov opus obsega okoli 150 kompozicij in več kot 400 portretov. Napisal je tudi knjigo Moje življenje.